# Hannah Herzsprung
Hannah-Rebecca Herzsprung (* 7. září 1981 Hamburk) je německá filmová a televizní herečka. Od dětských let účinkovala v řadě televizních seriálů. V roce 2007 byla vyhlášena na festivalu v Hamptonu jednou z vycházejících hereckých hvězd. Často hraje silné, ale zranitelné ženy v dramatických, psychologicky náročných rolích. Spolupracovala s předními německými i mezinárodními režiséry a její filmografie pokrývá širokou škálu žánrů.

## Biografie
Hannah Herzsprung je dcerou herce Bernda Herzsprunga a módní návrhářky Barbary Engel. Jako herečka debutovala v roce 1997 v seriálu televize British Columbia Aus heiterem Himmel. Navštěvovala anglickou internátní školu Hurtwood House Performing Arts v Dorkingu v Surrey, kterou zakončila maturitou. Od roku 1999 navštěvuje soukromé hodiny herectví. Ve Vídni začala v roce 2002 studovat komunikaci.
Hrála řadu televizních rolí, včetně Jule v seriálu Das böse Mädchen v roce 2002 a Very v seriálu 18 – Allein unter Mädchen od roku 2003. Náročnější roli pacientky s hraniční poruchou osobnosti ztvárnila v televizním filmu Emilia – Die zweite Chance (2005). V roce 2005 získala svou první hlavní roli ve filmu Chrise Krause Čtyři minuty. Zahrála si postavu Jenny, která je odsouzena za vraždu. Za tuto roli obdržela v roce 2007 Bavorskou filmovou cenu pro nejlepší mladý talent. V roce 2005 se objevila také ve filmu Alaina Gsponera Das wahre Leben jako mladá teenagerka se sebevražednými sklony. Kvůli zmíněným dvěma filmům odešla ze studia ve Vídni. Za film Das wahre Leben získala v roce 2007 Německou filmovou cenu za nejlepší herečku ve vedlejší roli a v roce 2009 cenu Adolfa Grimmeho.

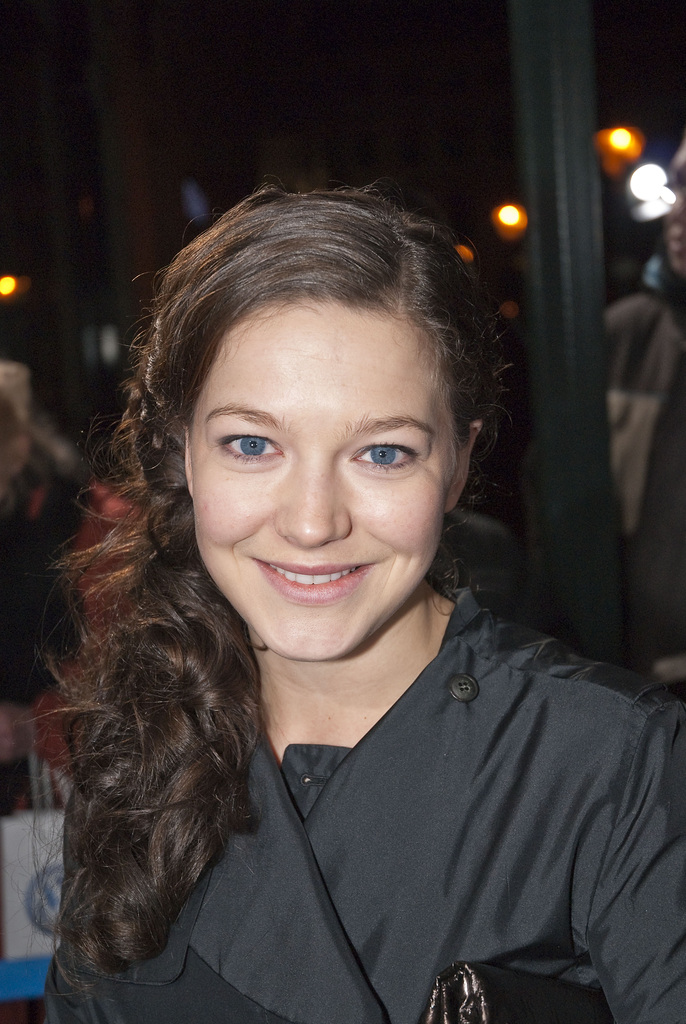
Hannah Herzsprung na Berlinale v roce 2008

V roce 2007 si zahrála teroristku Susanne Albrecht ve filmové adaptaci Baader Meinhof Complex a hlavní roli Daniely ve filmu 10 sekund. V následujícím roce ztvárnila Julii ve snímku Stephena Daldryho Předčítač. V televizní adaptaci Goethova románu Utrpení mladého Werthera od Uwe Jansona si zahrála roli Charlotte a v televizním filmu Jo Baiera Liesl Karlstadt und Karl Valentin ztvárnila mladou Liesl Karlstadt. Její výkon v roli Richardise von Stade ve filmu Vize - Život Hildegardy z Bingenu jí vynesl další nominaci na Německou filmovou cenu v roce 2010. Ve snímku Pink Rudolfa Thomeho si zahrála titulní roli slavné autorky, která si musí vybrat mezi třemi nápadníky. V komedii Lila, Lila si zahrála hlavní roli po boku Daniela Brühla a Henryho Hübchena .
V roce 2010 získala cenu Bambi pro nejlepší německou herečku za roli Julie Hausmann v seriálu Weissensee stanice ARD. V koprodukčním dramatu Juraje Herze Habermannův mlýn si zahrála jednu z hlavních rolí, Janu Habermannovou. V roce 2011 měl premiéru postapokalyptický thriller Tima Fehlbauma s názvem Výheň a s Herzsprung v hlavní roli. Jako modelka se objevila v srpnovém čísle časopisu Vogue.  V roce 2012 mělo premiéru dobrodružné drama Wie zwischen Himmel und Erde a akční thriller Ochránce od Tila Schweigera s Herzsprung ve vedlejší roli. V roce 2014 si po boku Toma Schillinga, Elyase M'Bareka a Wotana Wilke Möhringa zahrála Marii v hackerském thrilleru Who am I – Žádný systém není bezpečný od Barana bo Odara, který se v německých filmových žebříčcích umístil na prvním místě. V roce 2015 si zahrála hlavní roli Leni Reimann opět po boku Elyase M'Bareka ve snímku Traumfrauen od Aniky Decker.
Herzsprung žije v Berlíně.  V březnu 2025 byla jmenována první německou ambasadorkou značky Chanel.

## Filmografie (výběr)
- 1998–1999: Aus heiterem Himmel, TV seriál
- 2002: Zvláštní jednotka, Lipsko (SOKO Leipzig) – Verliebt in einen Lehrer, TV seriál
- 2003: Smrtelné vydírání (Mädchen, böses Mädchen), TV film
- 2004–2007: 18 – Allein unter Mädchen, TV seriál
- 2005: Emilia – Die zweite Chance, TV film
- 2005: Ve jménu zákona (Im Namen des Gesetzes) – Das Spiel ist aus, TV seriál
- 2006: Čtyři minuty (Vier Minuten)
- 2006: Das wahre Leben
- 2007: Speciální tým Kolín (SOKO Köln), TV seriál
- 2008: 1. Mai – Helden bei der Arbeit
- 2008: Předčítač (The Reader)
- 2008: 10 Sekunden
- 2008: Werther, TV film
- 2008: Liesl Karlstadt und Karl Valentin, TV film
- 2008: Der Baader Meinhof Komplex
- 2009: Pink
- 2009: Vize - Život Hildegardy z Bingenu (Vision – Aus dem Leben der Hildegard von Bingen)
- 2009: Lila, Lila
- 2009: Wickie und die starken Männer
- 2010–2013: Jezero Weissensee (Weissensee), TV seriál
- 2010: Habermannův mlýn (Habermann)
- 2011: Výheň (Hell)
- 2012: Flucht aus Tibet – Wie zwischen Himmel und Erde
- 2012: Ochránce (Schutzengel)
- 2012: Ludvík II. Bavorský (Ludwig II.)
- 2013: Der Geschmack von Apfelkernen
- 2014: Milované sestry (Die geliebten Schwestern)
- 2014: Who am I - žádný systém není bezpečný (Who Am I – Kein System ist sicher)
- 2015: Traumfrauen
- 2016: Die Blumen von gestern
- 2016: Rivalové navždy - bitva o tenisky (Die Dasslers – Pioniere, Brüder und Rivalen), TV film
- 2017: Verräter – Tod am Meer
- od 2017: Babylon Berlín, TV seriál
- 2018: Nevystupuj! (Steig. Nicht. Aus!)
- 2018: Mackie Messer - Žebrácký film Bertolda Brechta (Mackie Messer – Brechts Dreigroschenfilm)
- 2018: Berlínští psi (Dogs of Berlin), TV seriál
- 2019: Zlatíčka (Sweethearts)
- 2021: Der Boandlkramer und die ewige Liebe
- 2021: Můj syn (Mein Sohn)
- 2021: Monte Verità (Monte Verità – Der Rausch der Freiheit)
- 2021: Dürer, TV dokument
- 2022: Wolke unterm Dach
- 2023: 15 let (15 Jahre)
- 2023: Das fliegende Klassenzimmer
- 2024: Woodwalkers: Caragova proměna (Woodwalkers)